# Love Will Conquer All
Love Will Conquer All ist ein Lied von Lionel Richie aus dem Jahr 1986, das von ihm, Greg Phillinganes und Cynthia Weil geschrieben wurde. Es erschien auf dem Album Dancing on the Ceiling.

## Geschichte
Im Lied wird eine Ehe behandelt, die zu scheitern droht.
Die Veröffentlichung fand im September 1986 statt. Genau wie die Songs You Are und My Love erreichte auch dieser keine Top-Ten-Platzierung in Großbritannien. Außerhalb der Vereinigten Staaten, in Ländern wie Australien (Platz 71), Neuseeland und den Niederlanden (Platz 24), war der Erfolg vergleichsweise gering.

## Musikvideo
Zu Beginn des Musikvideos steht Lionel Richie auf; dann schreibt eine Frau einen Brief, den Richie lesen wird. Daraufhin will er die Frau anrufen, doch bevor sie den Hörer abnimmt, legt er auf. Danach will er zu der Frau fahren, er fährt unter der Golden Gate Bridge hindurch. Auch wird Richies Fahrtstrecke als Karte eingeblendet. Währenddessen packt die Frau ihren Koffer und nimmt zudem ein Bild von Lionel Richie mit. Spät am Abend regnet es, und Richie startet in einer Telefonzelle erneut einen Versuch, die Frau anzurufen, der wieder nicht gelingt. Als die Frau kurz davor steht ihr Haus zu verlassen, kommt Richie rechtzeitig an, und am Ende küssen sie sich.

## Coverversionen
- 1996: Gwen Guthrie
- 2003: Patti LaBelle